# Кропотин, Николай Алексеевич
Никола́й Алексе́евич Кропо́тин (до июня 1918 года — Ви́хорев; 21 марта 1897 года, с. Суна, Нолинский уезд, Вятская губерния — 26 апреля 1974 года, Днепропетровск) — советский военный деятель, генерал-майор (29 января 1943 года).

## Начальная биография
Родился 21 марта 1897 года в селе Суна, пгт Сунского района Кировской области. Учился в сельской школе, а затем — в реальном училище в г. Нолинске.

## Военная служба

### Первая мировая и гражданская войны
В августе 1915 года призван в ряды Русской императорской армии и направлен в Александропольский 161-й пехотный полк, дислоцированный в Казани, откуда в январе 1916 года как имеющий образование направлен юнкером в Чистопольскую школу прапорщиков. После окончания учёбы в мае направлен в 17-й Сибирский стрелковый полк (5-я Сибирская стрелковая дивизия, 12-я армия), в составе которого младшим офицером и начальником пулемётной команды принимал участие в боевых действиях в районе Риги и Вендена на Северном фронте.
В декабре 1917 года из-под Вендена с составе смешанного отряда из моряков и пехотинцев полка был направлен в район Челябинска и Троицка с целью подавления восстания уральских, уфимских и оренбургских казаков. В начале января 1918 года демобилизован в чине подпоручика, после чего убыл к родителям в с. Сырчаны Нолинского уезда Вятской губернии.
18 июня 1918 года призван в ряды РККА, сменил фамилию на Кропотин, после чего служил командиром пулемётного взвода и стрелковой роты в отряде тов. Мухина (Благовещенский отряд), в составе которого принимал участие в боевых действиях в районе Сарапула. В сентябре отряд влился в 28-ю стрелковую дивизию. В декабре Н. А. Кропотин был ранен, после чего лечился в Казанском госпитале.
После излечения назначен на должность командира роты в составе 6-го запасного стрелкового полка в Казани, а в марте 1920 года — на должность командира роты на 16-х мусульманских пехотных курсах, в составе которых участвовал в ходе подавления Ишимского восстания и похода против Энвер-паши на Туркестанском фронте в период с марта по ноябрь 1922 года.

### Межвоенное время
В ноябре 1922 года назначен на должность командира роты в Объединённой Татаро-Башкирской военной школе в Казани. В 1928 году окончил курсы «Выстрел».
В сентябре 1929 года назначен на должность командира батальона в составе 169-го стрелкового полка (57-я стрелковая дивизия), дислоцированного в Перми, а в декабре 1931 года — на должность начальника штаба 100-го стрелкового полка (34-я стрелковая дивизия), дислоцированного в Ульяновске.
В марте 1932 года переведён на Дальний Восток, где назначен на должность начальника штаба 3-го колхозного стрелкового полка (1-я колхозная стрелковая дивизия). 16 августа 1936 года постановлением ЦИК СССР за боевую подготовку полка был награждён орденом Красной Звезды. В декабре того же года назначен командиром 177-го стрелкового полка (59-я стрелковая дивизия, ОКДВА, затем 1-я Краснознамённая армия, Дальневосточный фронт).
Приказом НКО от 24.6.1938 уволен со службы по ст. 43 п. «б», а в июле 1938 года «за связь с врагами народа» арестован органами НКВД, после чего находился под следствием. В июле 1939 года освобождён из-под ареста с полной реабилитацией, а 31 октября восстановлен в кадрах РККА, после чего назначен на должность помощника командира по строевой части 240-го стрелкового полка (117-я стрелковая дивизия, Приволжский военный округ), дислоцированного в Куйбышев, с декабря того же года исполнял должность командира 269-го стрелкового полка, а затем — исполнял должность начальника 1-й (оперативной) части штаба 117-й стрелковой дивизии.
В апреле 1940 года полковник Н. А. Кропотин назначен на должность командира батальона курсантов Балашовского пехотного училища, в декабре — на должность начальника учебного отдела Вольского пехотного училища, а в марте 1941 года — на должность начальника учебного отдела Буйнакского пехотного училища.

### Великая Отечественная война
С началом войны находился на прежней должности.
В ноябре 1941 года назначен на должность командира 153-й стрелковой бригады, формировавшейся в г. Фрунзе. В мае 1942 года после окончания формирования бригада была передислоцирована на Западный фронт, где в августе в составе 8-го гвардейского стрелкового корпуса принимала участие в наступательных боевых действиях на участке Погорелое Городище, Карманово (Калининская область) и в боях по освобождению с. Карманово. В сентябре 1942 года бригада была преобразована в 48-ю лыжную, а полковник Н. А. Кропотин зачислен в распоряжение Военного совета Западного фронта и вскоре назначен заместителем командира 8-го гвардейского стрелкового корпуса, находясь на которой, в ноябре командовал подвижной группой, в состав которой входили 18-я, 25-я и 31-я танковые бригады.
10 декабря 1942 года назначен на должность командира 1-й гвардейской мотострелковой дивизии, однако уже 25 декабря был ранен, после чего 28 дней лечился в дивизионном медсанбате. 4 января 1943 года дивизия преобразована в 1-ю гвардейскую стрелковую. До 12 июля дивизия находилась в резерве 11-й гвардейской армии и затем принимала участие в боевых действиях в ходе Курской битвы, а также Орловской и Брянской наступательных операциях. В октябре дивизия по железной дороге была передислоцирована на в район г. Великие Луки, где в ноябре находилась во втором эшелоне 2-го Прибалтийского фронта, а в декабре участвовала в боевых действиях в ходе Городокской наступательной операции и освобождении г. Городок.
17 апреля 1944 года после сильной контузии генерал-майор Н. А. Кропотин был отправлен на лечение в московский госпиталь. После излечения через несколько дней заболел, после чего вновь находился в госпитале.
В августе направлен на 4-й Украинский фронт, где 12 сентября назначен на должность командира 226-й стрелковой дивизии, которая принимала участие в боевых действиях в ходе Восточно-Карпатской, Карпатско-Дуклинской, Западно-Карпатской, Моравско-Остравской и Пражской наступательных операций.
За время войны был три раза упомянут в благодарственных в приказах Верховного Главнокомандующего.

### Послевоенная карьера
12 июля 1945 года назначен на должность командира 70-й стрелковой дивизии (Северная группа войск), а по её расформированию в январе 1947 года переведён на должность командира 27-й стрелковой дивизии. С мая 1948 года состоял в распоряжении Управления кадров Сухопутных войск, затем начальника Тыла ВС СССР и в декабре назначен заместителем начальника тыла Киевского военного округа, а в июне 1951 года — заместителем командира по тылу 14-го гвардейского стрелкового корпуса.
29 июля 1955 года вышел в отставку в звании генерал-майора по болезни. Умер 26 апреля 1974 года в Днепропетровске.

## Награды
- Орден Ленина (21.02.1945);
- Четыре ордена Красного Знамени (30.01.1943, 03.11.1944, 22.02.1945, 15.11.1950);
- Орден Суворова 2 степени (27.08.1943);
- Орден Богдана Хмельницкого 2 степени (23.05.1945);
- Орден Красной Звезды (16.08.1936);
- Медали.

Иностранные награды
- Медаль «Победы и Свободы» (ПНР; 26.10.1945);
- Медаль «За Одру, Нису и Балтику» (ПНР; 06.04.1946).

Приказы (благодарности) Верховного Главнокомандующего, в которых отмечен Н. А. Кропотин.
- За овладение городом Моравска-Острава — крупным промышленным центром и мощным опорным пунктом обороны немцев в Чехословакии и городом Жилина — важным узлом дорог в полосе Западных Карпат. 30 апреля 1945 года. № 353
- За овладение городами Богумин, Фриштат, Скочув, Чадца и Великая Битча — важными узлами дорог и сильными опорными пунктами обороны немцев в полосе Западных Карпат. 1 мая 1945 года. № 356
- За овладение городом и крупным железнодорожным узлом Оломоуц — важным опорным пунктом обороны немцев на реке Морава. 8 мая 1945 года. № 365